# GDDR5 SDRAM

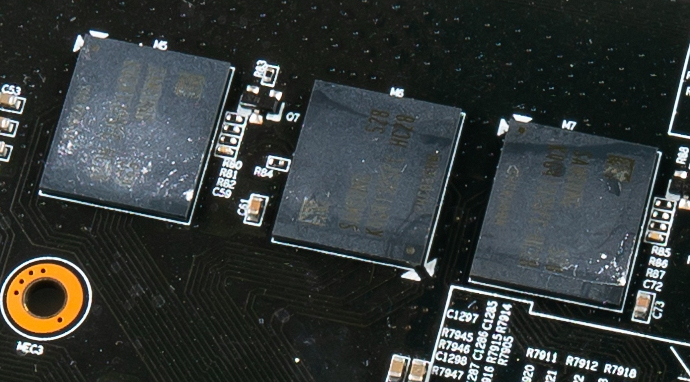
Foto de GDDR5 en una GPU de 980ti.

Graphics Double Data Rate 5 Synchronous Dynamic Random-Access Memory (amb acrònim anglès GDDR5 SDRAM) és un tipus de memòria gràfica síncrona d'accés aleatori (SGRAM) amb una interfície d'ample de banda elevat ("taxa de dades doble") dissenyada per utilitzar-se en targetes gràfiques, consoles de jocs, i informàtica d'alt rendiment. És un tipus de GDDR SDRAM (graphics DDR SDRAM).
Igual que el seu predecessor, GDDR4, GDDR5 es basa en memòria DDR3 SDRAM, que té el doble de línies de dades en comparació amb DDR2 SDRAM. GDDR5 també utilitza memòries intermèdies de recupe ració prèvia de 8 bits d'ample similars a GDDR4 i DDR3 SDRAM.

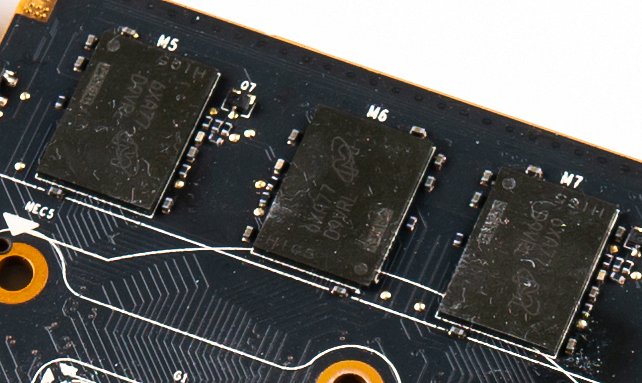
GDDR5X al 1080 Ti.

GDDR5 SGRAM s'ajusta als estàndards establerts a l'especificació GDDR5 per la JEDEC. SGRAM és d'un sol port. Tanmateix, pot obrir dues pàgines de memòria alhora, cosa que simula la naturalesa de dos ports d'altres tecnologies VRAM. Utilitza una arquitectura d'obtenció prèvia 8N i una interfície DDR per aconseguir un funcionament d'alt rendiment i es pot configurar per funcionar en mode ×32 o en mode ×16 (clamshell) que es detecta durant la inicialització del dispositiu. La interfície GDDR5 transfereix dues paraules de dades de 32 bits d'amplada per cicle de rellotge d'escriptura (WCK) a/des dels pins d'E/S. Corresponent a la recuperació prèvia 8N, un únic accés d'escriptura o lectura consisteix en una transferència de dades de dos cicles de rellotge CK de 256 bits d'ample al nucli de memòria interna i vuit transferències de dades de cicle de rellotge WCK de mig cicle de 32 bits d'amplada corresponents a l'I/ O pins.
GDDR5 funciona amb dos tipus de rellotge diferents. Un rellotge d'ordres diferencial (CK) com a referència per a les entrades d'adreces i ordres, i un rellotge d'escriptura diferencial reenviat (WCK) com a referència per a les lectures i escriptures de dades, que funciona amb el doble de la freqüència CK. Per ser més precís, el GDDR5 SGRAM utilitza un total de tres rellotges: dos rellotges d'escriptura associats a dos bytes (WCK01 i WCK23) i un rellotge d'ordre únic (CK). Prenent una GDDR5 amb 5 Velocitat de dades Gbit /s per pin com a exemple, el CK funciona amb 1,25 GHz i els dos rellotges WCK a 2,5 GHz. El CK i els WCK estan alineats en fase durant la seqüència d'inicialització i entrenament. Aquesta alineació permet l'accés de lectura i escriptura amb una latència mínima.
Un sol xip GDDR5 de 32 bits té uns 67 pins de senyal i la resta són alimentació i terres l'encapsulat de BGA 170.